# Clavomphalia
Clavomphalialà một chi nấm trong họ Tricholomataceae.